# Cine contemplativo

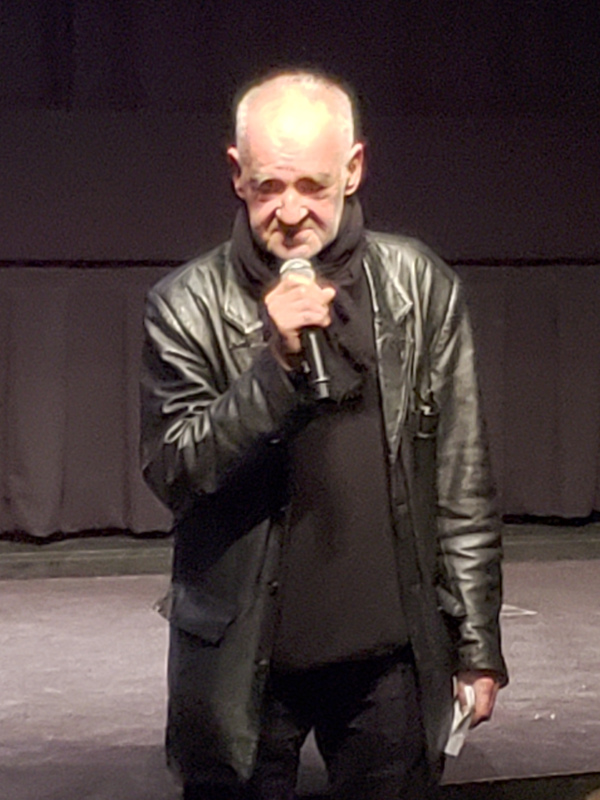
El húngaro Béla Tarr, uno de los más influyentes directores de cine contemplativo contemporáneo.

El cine contemplativo (también llamado cine lento y cine de la lentitud; en inglés contemporary contemplative cinema o, más frecuentemente, slow cinema) es una tendencia cinematográfica contemporánea que rechaza las técnicas clásicas de montaje analítico para explorar el potencial estético del tiempo real mediante diferentes estrategias, entre las que destaca el empleo de tomas de larga duración.
Se lo considera un subtipo heterogéneo e internacional dentro del llamado «cine arte». Aunque los términos slow cinema y contemplative cinema empezaron a ser objeto de discusión teórica a partir del siglo XXI para referirse a directores contemporáneos de distintos continentes, como Béla Tarr, Naomi Kawase, Lisandro Alonso, Abbas Kiarostami, Claire Denis o Tsai Ming-liang, suele haber consenso en que el cine contemplativo de las últimas décadas se basa en las innovaciones de autores pioneros en el uso del plano secuencia y del tiempo muerto, como Kenji Mizoguchi, Carl Theodor Dreyer, Miklós Jancsó, Michelangelo Antonioni, Chantal Akerman o Andréi Tarkovski. Este último, en su ensayo póstumo Esculpir el tiempo (1985), teorizó acerca de la plasmación del flujo temporal como característica esencial del hecho fílmico, más allá de otros elementos como la trama, el desempeño actoral o la edición, idea que influiría decisivamente en no pocos cineastas de esta corriente.
Los rasgos estilísticos más frecuentes de dicha tendencia —técnicas de dilatación del tempo narrativo que suelen provocar una sensación de extrañamiento en el espectador— se han empleado en ocasiones para trasgredir los géneros cinematográficos contradiciendo sus códigos habituales. Estas estrategias formales también han tenido eco en algunas series de televisión de imagen real y de animación. El éxito de este tipo de cine en los festivales de más extensa tradición de Europa, como Cannes o Locarno, no está exento de controversias entre el público y la crítica especializada que denotan su relevancia como objeto de discusión sobre la naturaleza del séptimo arte.

## Origen del término

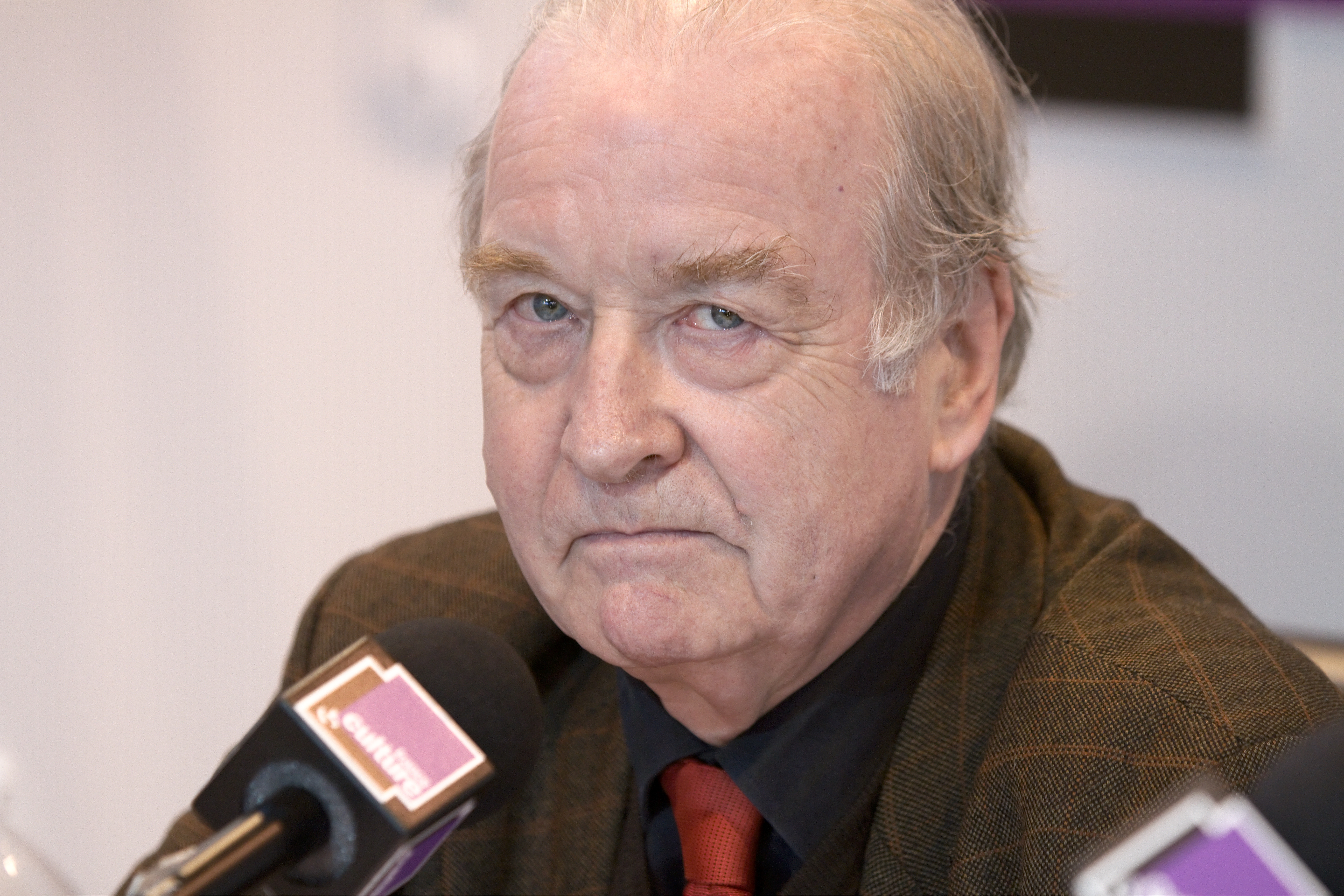
Michel Ciment, uno de los primeros críticos que teorizaron sobre esta tendencia del cine contemporáneo.

El escritor y crítico cinematográfico Michel Ciment, en su disertación «The State of Cinema» pronunciada en el Festival Internacional de Cine de San Francisco de 2003, acuñó el término «cine de la lentitud» o «de la contemplación» («cinema of slowness, of contemplation») para referirse a un conjunto de directores contemporáneos cuya estética supone una oposición frontal al «bombardeo de sonidos e imágenes» que, según su discurso, sufren los espectadores de cine y televisión. Ciment mencionó a cineastas de casi todos los continentes, entre ellos el maliense Souleymane Cissé, el iraní Abbas Kiarostami, el húngaro Béla Tarr y el taiwanés Hou Hsiao-hsien, como ejemplos de una «resistencia al fetichismo de la tecnología» en busca de «la experiencia suntuosa de un momento revelado en toda su autenticidad».
En un influyente artículo de 2008, Matthew Flanagan retomó las palabras de Ciment para describir una «estética de la lentitud» («aesthetic of slow») caracterizada por «el empleo de tomas a menudo extremadamente largas, modos de narración descentrados y sutiles, y un pronunciado énfasis en la quietud y la cotidianidad». Flanagan realizó una comparación numérica entre la duración media de los planos de algunos largometrajes representativos del cine mainstream (como los de la franquicia Bourne) y la de películas de autores contemporáneos a ellos como Paz Encina, Albert Serra o Gus Van Sant para sustentar su teoría, que este crítico relacionó con las ideas cinematográficas de André Bazin.
Fue a partir de 2010 cuando el término slow cinema y sus sinónimos se popularizaron entre los aficionados al séptimo arte, a partir de una controversia originada en la revista Sight & Sound por sendos artículos de Jonathan Romney y Nick James, contestados con acritud por el teórico Harry Tuttle en su blog Unspoken Cinema, quien previamente había publicado una extensa matización al estudio de Flanagan defendiendo el término «cine contemplativo contemporáneo» (contemporary contemplative cinema) frente al de «cine lento», en su opinión peyorativo e impreciso. La discusión, en la que el filósofo y teórico audiovisual Steven Shaviro se posicionó a favor de James, saltó al año siguiente a las páginas de The New York Times, con opiniones contrapuestas de críticos como Dan Kois, A. O. Scott o Manohla Dargis, entre otros. Las polémicas se centraron en el carácter novedoso o regresivo de este tipo de películas, así como en su supuesto efecto en la fractura entre el cine de autor y el cine de la industria de Hollywood.

## Características

El cineasta iraní Abbas Kiarostami, autor de clásicos del cine contemplativo como Y la vida continúa (1992).

### Rasgos formales
Los rasgos estilísticos más frecuentes del cine contemplativo, según describen los críticos mencionados (Ciment, Flanagan y Tuttle) y los estudios académicos de Paul Schrader, Rick Warmer, Song Hwee Lim, Fernando Baños Fidalgo, Tiago de Luca y Nuno Barradas, son los siguientes:
- Empleo de tomas inusualmente largas, que en ocasiones conforman planos secuencia.
- Es muy habitual que dichas tomas sean estáticas; esto es, la cámara se mantiene fija en una misma posición.
- Predominio casi total del montaje sintético (basado en los sucesos que acontecen dentro de una misma toma, aprovechando su profundidad de campo) sobre el analítico (que disgrega las escenas en planos cortos, guiando la atención del espectador sobre elementos predeterminados).
- Búsqueda del potencial estético del «tiempo muerto», es decir, los momentos en los que la trama narrativa no avanza, pero sí el metraje de la película.
- Fractura del principio de causalidad narrativa: el vínculo entre las secuencias no siempre se produce por relaciones de causa y efecto, sino por otros criterios (simbólicos, psicológicos, plásticos…).
- El uso de la elipsis rompe con las convenciones narrativas, eludiendo aspectos fundamentales de la trama, pero al mismo tiempo mostrando en todo su desarrollo ciertas acciones, sin importar que sean cotidianas (comer o caminar, por ejemplo, en El caballo de Turín de Béla Tarr)[15] o extraordinarias (un hombre que se desangra, en Evolution of a Philipino Family de Lav Díaz).[16]
- Desdramatización: los diálogos son escasos o incluso inexistentes; las interpretaciones suelen poseer un carácter naturalista. Se rechazan los arcos dramáticos habituales, y se opta con frecuencia por desenlaces abiertos. Las fronteras entre ficción y documental se vuelven borrosas.
- La música extradiegética es poco frecuente y habitualmente no existe, de modo que se refuerza la importancia de los eventos sonoros producidos por el entorno y las acciones de los personajes.

Todos estos rasgos estilísticos han existido previamente en obras de cine clásico o de las nuevas olas europeas, americanas y asiáticas, pero es la concentración de muchos de ellos en una película lo que determina que entre en la categoría de cine contemplativo. Es infrecuente que se den todos a la vez: por ejemplo, En el cuarto de Vanda de Pedro Costa contiene abundantes diálogos, y Three Days de Sharunas Bartas emplea tomas relativamente cortas, pero ambos filmes cumplen estrictamente todas las demás características mencionadas.
Otra singularidad llamativa es la extrema duración de algunas de las cintas más representativas del cine contemplativo contemporáneo. El clásico de Béla Tarr Sátántangó (1994) cuenta con un metraje de siete horas y media (450 minutos); las películas de Lav Díaz duran una media de seis horas, alcanzando su máxima longitud en Evolution of a Philipino Family (2004), de cerca de once horas (617 minutos), a su vez superada por algunos de los documentales de Wang Bing, como Crude Oil (2008), de catorce horas (840 minutos), y 15 Hours (2017), de casi dieciséis (950 minutos).
El efecto de estas decisiones estéticas puede ser muy variado y obedecer a diferentes objetivos según el cineasta: la reflexión filosófica en Béla Tarr o Aleksandr Sokúrov, el retrato de las vidas reales de los desposeídos en Pedro Costa o Wang Bing, o la plasmación de un universo onírico y legendario en Apichatpong Weerasethakul. Al margen de los contenidos tratados, las estrategias del cine contemplativo provocan, en sus obras más logradas, una sensación inusual de inmersión física: «gracias a la lentitud temporal, los paisajes en las películas de estos cineastas no solo se ven, sino que se sienten, convirtiendo el cuerpo del espectador en receptor y generador de la experiencia audiovisual, y su mirada en el punto de encuentro entre el tacto y la vista», afirma Horacio Muñoz Fernández.

### Temas

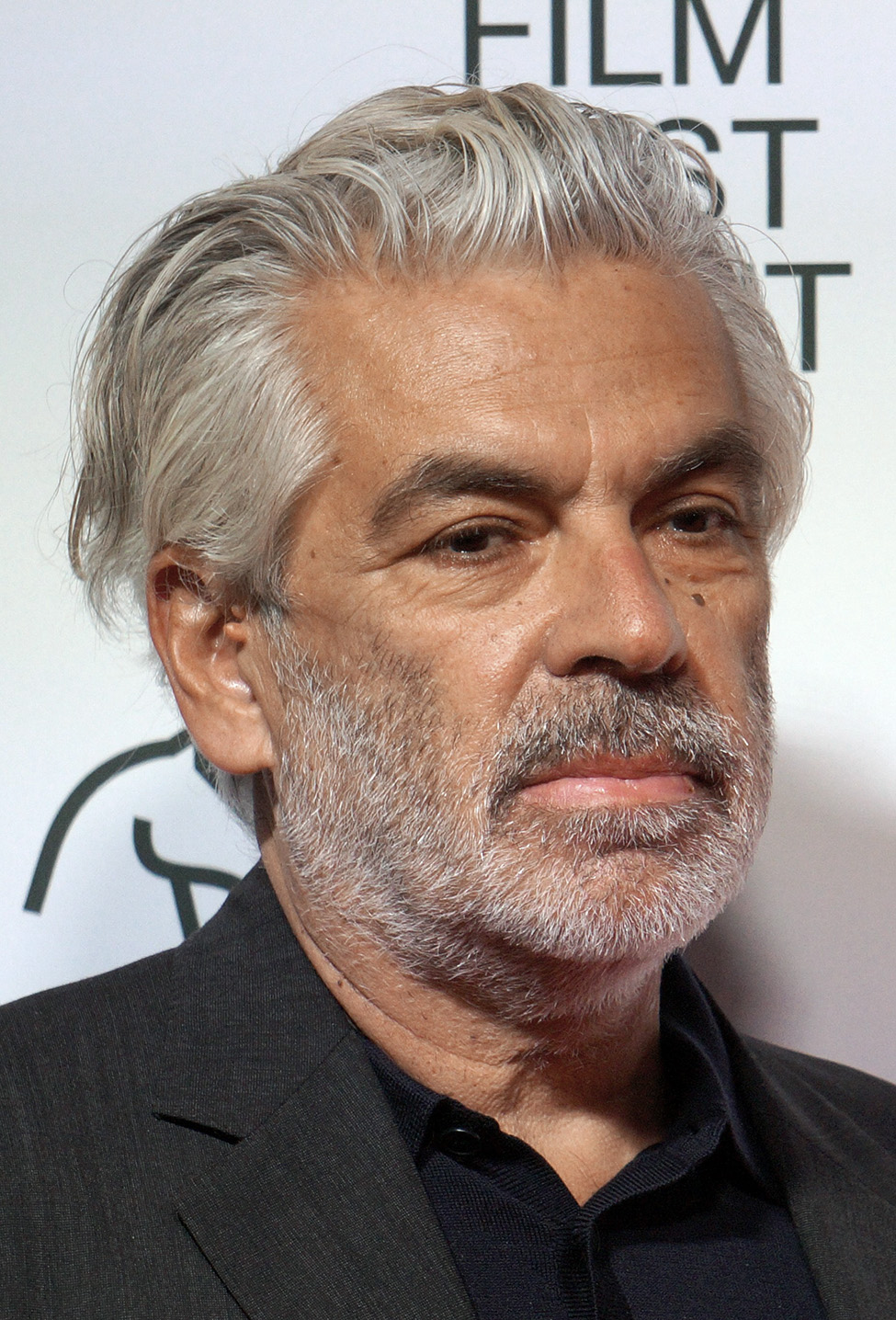
El cineasta portugués Pedro Costa muestra las vidas de personas marginales, habitantes de barrios devastados por la droga y el abandono institucional.

En su tesis doctoral de 2012, Matthew Flanagan sostiene que el cine contemplativo muestra predilección por personajes marginales o desposeídos (trabajadores precarios o en paro, agricultores, adictos a las drogas, pequeños delincuentes callejeros) que sobreviven en lugares remotos, amenazados o invisibilizados por la globalización. Otros estudios, como los de Ira Jaffe y Thom Andersen, inciden en la representación de una visión pesimista del mundo, con un tono emocional caracterizado por la ansiedad, la desesperación, el tedio o la alienación, donde —al contrario que en el cine de masas— las acciones de los personajes resultan insuficientes para cambiar la circunstancia que los oprime, aunque «esta perspectiva nihilista es a menudo derogada por inesperados momentos de humor», en palabras de Emre Çağlayan.
Este último teórico enumera algunos de los temas recurrentes: las narraciones alegóricas sobre el devenir histórico de una región o país a través de su folclore —presentes en la obra de Apichatpong Weerasethakul, Lav Díaz y Michelangelo Frammartino—, la «autorreflexividad» o cine dentro del cine —como en Goodbye, Dragon Inn (2003) de Tsai Ming-liang o en Shirin (2008) de Abbas Kiarostami—, los relatos de culpa y redención —por ejemplo, en Sátántangó (1994) de Béla Tarr— y la subversión de las convenciones de los géneros cinematográficos, como hace Kelly Reichardt con el western o Corneliu Porumboiu con el cine negro.
El más transversal de los temas del cine contemplativo es el análisis de la cotidianidad, los momentos rutinarios de la vida que el cine comercial ignora o evita mostrar. A propósito de ello, el director argentino Lisandro Alonso ha reflexionado así sobre su película La libertad (2001):

Elegí no mostrar los logros extraordinarios o espectaculares que suceden cada dos o tres o cinco años en la vida de alguien, como tener un hijo, un accidente grave o algo inesperado. Uno vive la mitad de su existencia en una rutina a la que nadie le presta atención. Quería registrar estos momentos mínimos para que, cuando los veamos, nos replanteemos lo que estamos haciendo con nuestras propias vidas.

## Precursores
La mayoría de los teóricos sitúa los orígenes del cine contemplativo contemporáneo en las innovaciones en el montaje y la narración de las llamadas «nuevas olas» de los años 60, como el cine experimental de Jonas Mekas o Andy Warhol, la nouvelle vague o la nuberu bagu, o perciben en el neorrealismo italiano de la década de los 50 un precedente ineludible. Es el caso de Matthew Flanagan, que considera el slow cinema una evolución o revisión de los principios estéticos que empezaron a fraguarse en Occidente tras el fin de la Segunda Guerra Mundial, hipótesis que según otros investigadores peca de «legitimar una historia del estilo cinematográfico que es decididamente teleológica y eurocéntrica».
Los dos polos opuestos acerca de los antecedentes de esta tendencia podrían encontrarse en Harry Tuttle, quien considera que —pese a sus innegables semejanzas formales— la obra de directores como Andréi Tarkovsky o Theo Angelopoulos sirve de muy poco para explicar el fenómeno del cine contemplativo contemporáneo, y en Mark Cousins, quien en su popular serie de documentales The Story of Film ubica el origen de esta corriente en 1931, con el largometraje Límite de Mário Peixoto.
En una posición intermedia, Emre Çağlayan introdujo un amplio listado de películas contemplativas como apéndice de su tesis doctoral Screening Boredom: The History and Aesthetics of Slow Cinema (2014), tomando como inicio 1975, año del estreno del filme de Chantal Akerman Jeanne Dielman, 23 quai du Commerce, 1080 Bruxelles, que representa para él «quizás una inauguración simbólica del cine lento».
A continuación se enumerarán algunos cineastas de especial importancia como precursores de esta tendencia, mencionando brevemente los aspectos de su arte que han sido más influyentes en ella, según las fuentes académicas.
- Carl Theodor Dreyer (1889-1968)

En sus clásicos Dies Irae (1943, considerada en su día «intolerablemente lenta»), Ordet (1955) y Gertrud (1965), el maestro danés exploró las posibilidades dramáticas de la dilatación temporal, los silencios, la depuración de la puesta en escena, los planos largos y estáticos, en busca de una visión trascendental. Entre los filmes contemporáneos su influencia es patente, por ejemplo, en Luz silenciosa (2007) de Carlos Reygadas.
- Kenji Mizoguchi (1898-1956)

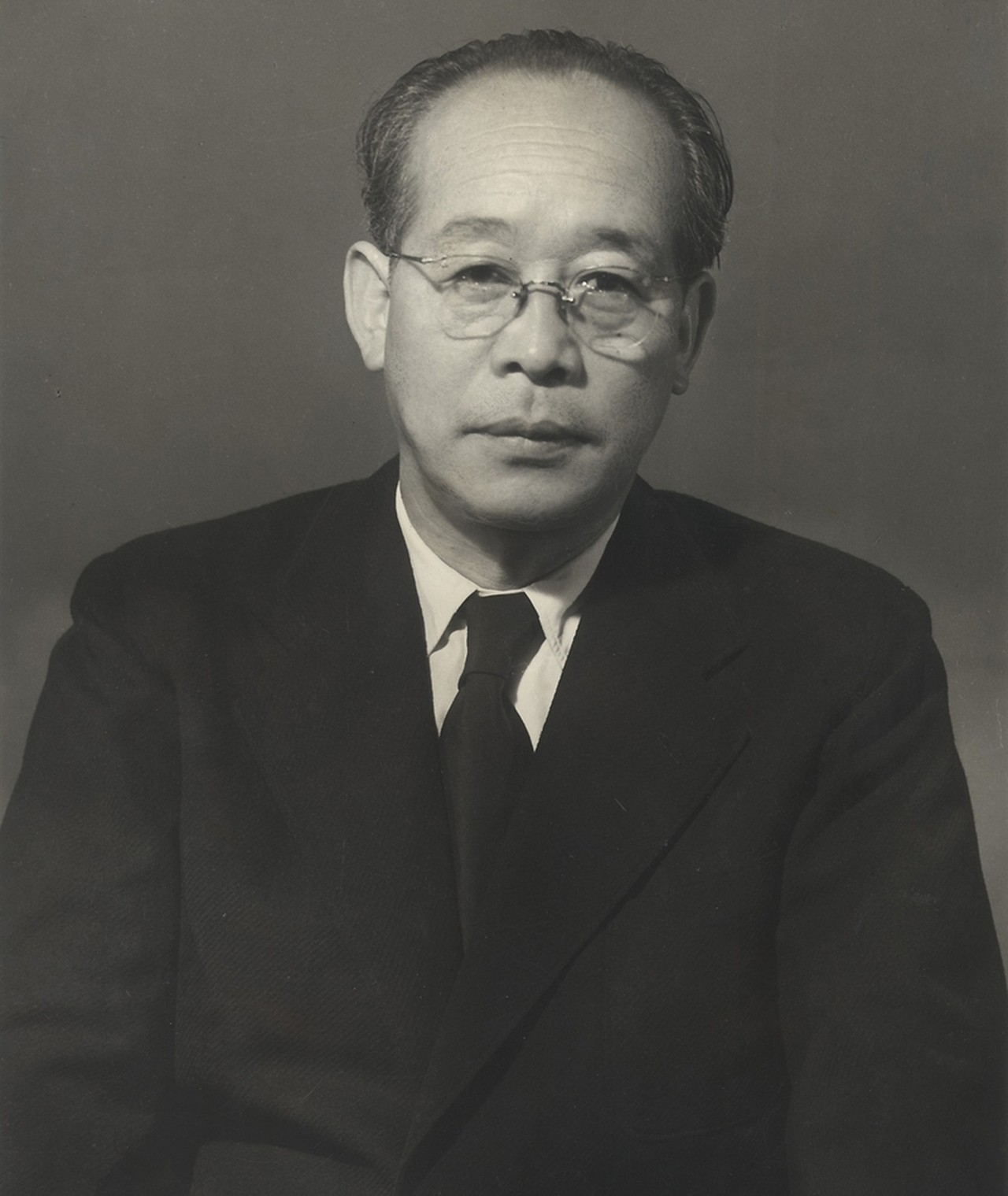
Mizoguchi, autor de obras maestras como Ugetsu monogatari (1953).

Uno de los pioneros en el uso del plano secuencia, su manera de concebir las tomas largas, su reducción al mínimo del montaje y el raccord, así como la austeridad de la puesta en escena y el distanciamiento visual respecto a las emociones de sus personajes (evitando en gran medida los primeros planos), hacen de películas como Las hermanas de Gion (1936) o La historia del último crisantemo (1939) precedentes claros de toda la tradición del cine contemplativo.
- Robert Bresson (1901-1999)

La huida de cualquier romanticismo estético, el rigor formal, la ausencia de caracterización psicológica de los personajes, el uso de actores no profesionales, fueron rasgos revolucionarios de la obra de este cineasta y teórico francés. La huella de películas como Pickpocket (1959), Un condenado a muerte se ha escapado (1956) o Al azar de Baltasar (1966) es perceptible, entre otros, en los trabajos de Aki Kaurismäki, Pedro Costa o los hermanos Dardenne
- Yasujirō Ozu (1903-1963)

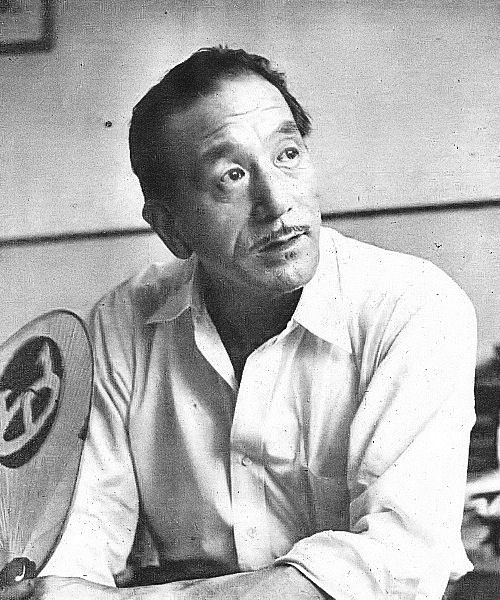
Ozu, maestro del costumbrismo japonés, en 1951.

Con películas como Primavera tardía (1949) o Cuentos de Tokio (1953), Ozu es considerado uno de los padres del cine contemplativo por su querencia por los planos estáticos y frontales, su meticulosa composición de los encuadres, su atención a la profundidad de campo, a la vida cotidiana y a los detalles narrativamente insustanciales, convirtiendo las transiciones entre secuencias en auténticas naturalezas muertas cinematográficas.
- Michelangelo Antonioni (1912-2007)

Filmes como La aventura (1960) y El eclipse (1962) causaron conmoción y controversia por su insistencia en los tiempos muertos de la trama (hasta el punto en que esta parece esfumarse), así como por sus encuadres insólitos que transmiten indirectamente la desazón existencial de sus personajes. Su influencia en realizadores como Tsai Ming-liang, Jia Zhangke o Apitchatpong Weerasethakul ha sido ampliamente analizada en estudios académicos.
- Miklós Jancsó (1921-2014)

Maestro y fundador de la escuela húngara, Jancsó realizó una aportación fundamental al cine europeo del siglo XX mediante sus complejos planos secuencia, su utilización del fuera de campo, su visión pictórica del paisaje con tomas panorámicas y su plasmación descarnada, anónima, carente de épica, de la violencia en Los rojos y los blancos (1967), obra maestra del cine bélico ambientada en la guerra civil rusa de 1917.
- Agnès Varda (1928-2019)

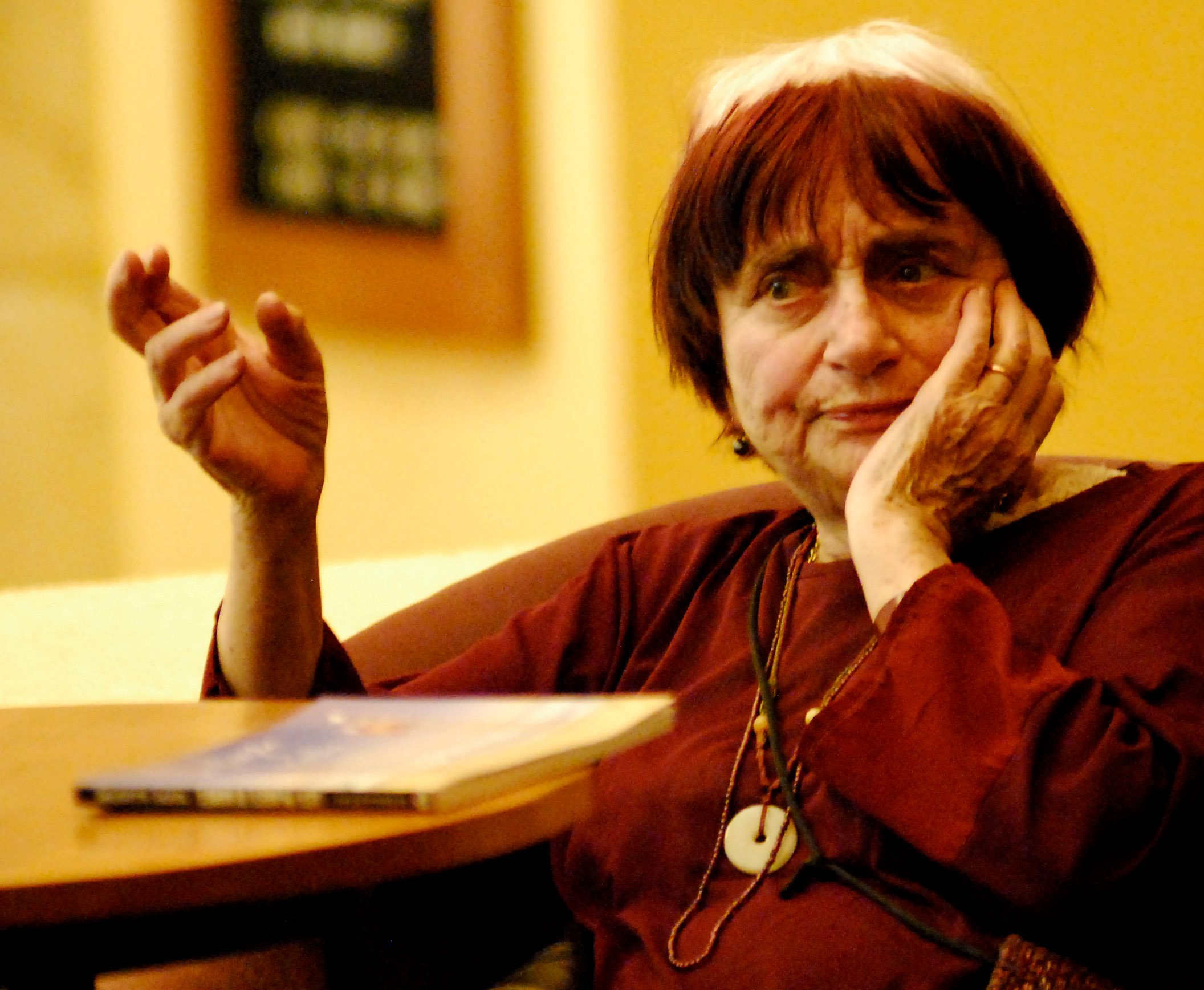
Varda en el Festival de Cine de Guadalajara (2010).

La prolífica realizadora belga, una de las figuras pioneras de la nouvelle vague, exploró los límites entre documental y ficción, el tiempo objetivo y el tiempo subjetivo, así como el potencial expresivo de los planos estáticos, en obras tan influyentes como Cleo de 5 a 7 (1961) y Sin techo ni ley (1985). Numerosas cineastas actuales, entre ellas Claire Denis y Kelly Reichardt, han manifestado su admiración hacia su cine.
- Andréi Tarkovski (1932-1986)

Ingmar Bergman dijo de él que «inventó un nuevo lenguaje, fiel a la naturaleza del cine», capaz de captar «la vida como un sueño». Tarkovski dio un vuelco total a la tradición soviética de montaje de Eiseinstein para centrarse en el flujo del tiempo real dentro de cada plano. La influencia de su obra y sus ideas estéticas en Aleksandr Sokúrov, Andrei Zvyagintsev, Béla Tarr, Bi Gan, Víctor Erice y muchos otros cineastas es explícita.
- Theo Angelopoulos (1935-2012)

En el cine de Angelopoulos el plano secuencia se convierte en una unidad narrativa que reelabora el tiempo, creando enlaces entre el pasado y el presente, entre los antiguos mitos de Grecia y sus convulsiones políticas desde la guerra civil. Su capacidad de enlazar lo íntimo y lo épico en cintas de gran extensión —como El viaje de los comediantes (1975), de casi cuatro horas— permite establecer paralelismos con la obra de Lav Díaz.
- Chantal Akerman (1950-2015)

Su película Jeanne Dielman, 23 quai du Commerce, 1080 Bruxelles (1975), que en palabras de Richard Brody «pone el tiempo en la pantalla como nunca antes se había visto», sienta las bases de todas las características formales del cine contemplativo a la vez que realiza «una fábula feminista escalofriantemente sardónica». La directora belga continuaría su personal experimentación en cintas como Del este (1993) o No Home Movie (2015).

## Directores contemporáneos

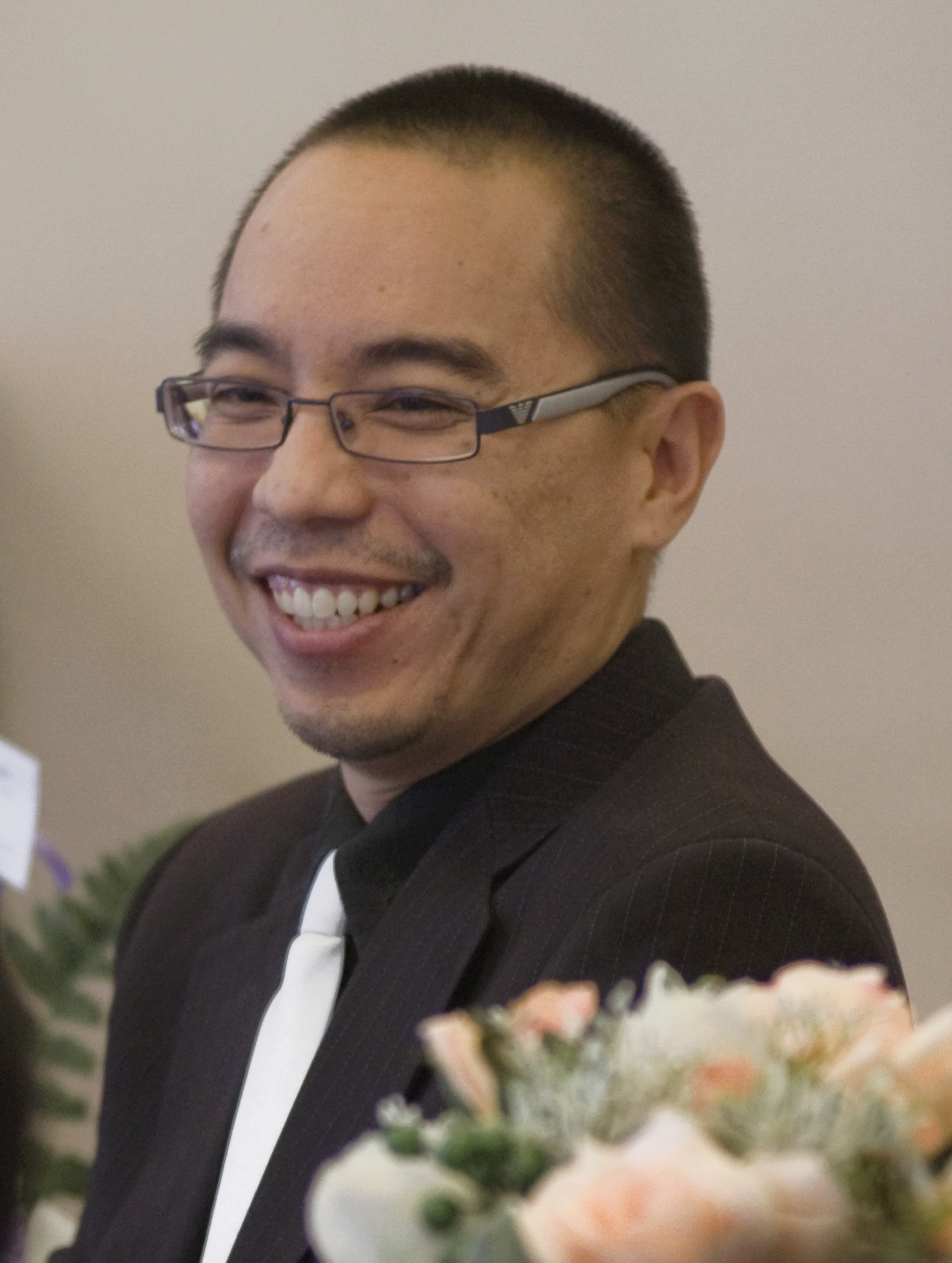
El director tailandés Apichatpong Weerasethakul, en 2010.

De la década de 1990 en adelante, el cine contemplativo se convierte en una tendencia internacional que abarca películas de los cinco continentes. Asia es probablemente el más prolífico de ellos en la producción de este tipo de filmes, con destacados cineastas especialmente en la región del sudeste, China y Taiwán. En Filipinas resulta clave la figura de Lav Díaz, director de extensas epopeyas cinematográficas que abordan el pasado, presente y futuro de su país, con especial énfasis en el traumático período de la ley marcial del dictador Ferdinand Marcos. En Tailandia, el cine onírico y de rasgos experimentales de Apichatpong Weerasethakul ha conseguido algunos de los más prestigiosos galardones, entre ellos la Palma de Oro del Festival de Cannes con El tío Boonmee que recuerda sus vidas pasadas (2010). La llamada segunda nueva ola del cine taiwanés tiene como referentes a tres importantes autores contemplativos: Edward Yang, Tsai Ming-liang y Hou Hsiao-hsien, mientras que en China Jia Zhangke y Wang Bing han explorado el realismo cotidiano y el documental, respectivamente. Por su parte, en Japón destacan las obras de Naomi Kawase, centrada en los temas del duelo y los lazos familiares, y de Shinji Aoyama, autor de la exitosa Eureka (2000), así como algunos momentos concretos de las filmografías de Kiyoshi Kurosawa (Cure, 1997), Takeshi Kitano (Dolls, 2002), Hirokazu Koreeda (Nadie sabe, 2004) y Sion Sono (The Whispering Star, 2015).

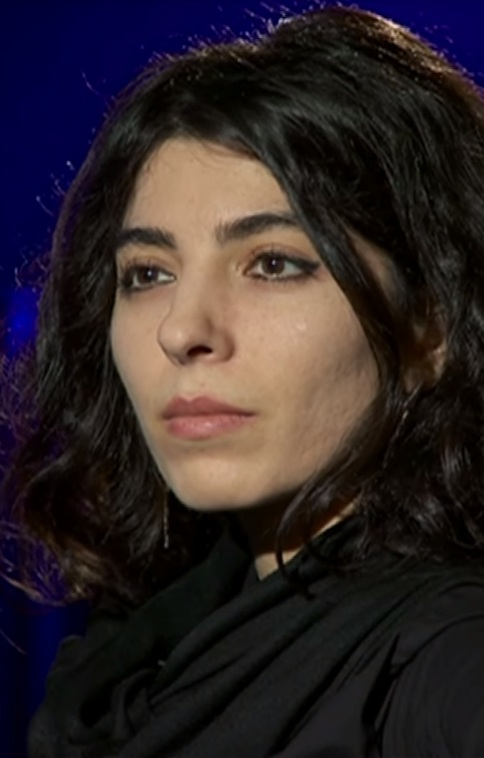
Samira Makhmalbaf, miembro de una importante familia de cineastas iraníes.

En Oriente Medio, el veterano director Abbas Kiarostami popularizó el cine de Irán entre la crítica occidental con películas minimalistas que entrecruzan realidad y ficción como Close-Up (1990) o A través de los olivos (1994), consideradas obras maestras. Directores más jóvenes como Asghar Farhadi o Samira Makhmalbaf seguirían su senda acrecentando aún más el prestigio de la cinematografía persa. La diáspora palestina contó con el testimonio cinematográfico de Elia Suleiman, autor de la aclamada Divine Intervention (2002), mientras que desde Turquía Nuri Bilge Ceylan se consagró como uno de los más sólidos realizadores de slow cinema al conseguir sendos premios en Cannes con sus largometrajes Tres monos (2008) y Winter Sleep (2014).
En la Europa del Este, la influencia de Tarkovski y de la universidad moscovita VGIK fueron decisivas en la proliferación del cine contemplativo en las naciones surgidas de la extinta Unión Soviética. Directores como Aleksandr Sokúrov, Andréi Zvyagintsev (Rusia), Sharunas Bartas (Lituania), Laila Pakalnina (Letonia), Cristi Puiu (Rumanía), Darezhan Omirbayev (Kazajistán) y Serguéi Loznitsa (Ucrania) han plasmado con diferentes enfoques los problemas sociales y existenciales de sus respectivos países tras la caída del bloque comunista. La obra de Béla Tarr (Hungría) es particularmente relevante por la extrema radicalidad de su estilo y su visión apocalíptica del destino humano, que han sido analizadas en profundidad por el filósofo Jacques Rancière.

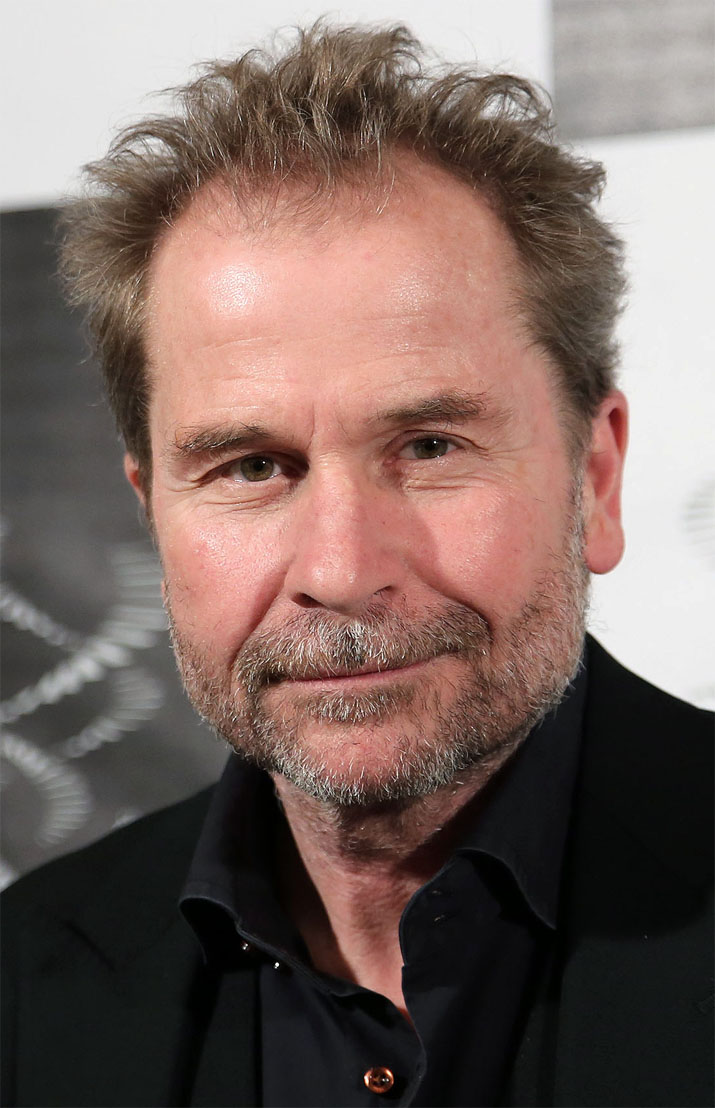
El cineasta Ulrich Seidl, autor de corrosivas sátiras contra la sociedad austriaca.

Europa Occidental, por su parte, ha realizado aportaciones enfocadas a trasgredir las convenciones de distintos géneros mediante recursos meditativos: en Francia, Bruno Dumont lo hace con el cine policíaco y Claire Denis con el terror o la ciencia ficción; en España, Albert Serra aborda el cine histórico y José Luis Guerín la docuficción, al igual que el portugués Pedro Costa; los hermanos Dardenne, en Bélgica, llevaron al extremo con Rosetta (1999) los presupuestos del cine social, subgénero también desarrollado en la obra del finlandés Aki Kaurismäki, mientras que la comedia se transfigura en las filmografías del sueco Roy Andersson y del austriaco Ulrich Seidl.
En el continente americano también es posible encontrar una gran variedad de autores de esta tendencia, quienes encuentran en la austeridad formal un modo de escapar de las presiones de la industria, al no precisar de altos presupuestos. En Estados Unidos, al margen de importantes pioneros todavía en activo entre los que sobresalen James Benning o Frederick Wiseman, el influjo de otros cines se hace patente en autores como Gus Van Sant, que cambió radicalmente de estilo a partir de Elephant (2003) debido a su admiración por el trabajo de Béla Tarr, o Kelly Reichardt, quien menciona a Agnès Varda como una de sus principales fuentes de inspiración.El cine de no ficción contemplativo tiene un particular desarrollo en Canadá, a través de los trabajos de Ingrid Veningery Jean-Philippe Marquis.En México, ha sido de enorme relevancia la labor de Carlos Reygadas, no solo como realizador de las premiadas en Cannes Luz silenciosa (2007) y Post tenebras lux (2012), sino como productor y editor de otros cineastas de rasgos contemplativos. Uno de ellos es Amat Escalante, que muestra con crudeza los efectos de la violencia y el patriarcado en el país azteca. Argentina, por su parte, cuenta con dos directores que causaron un gran impacto con sus primeras películas: Lisandro Alonso con La libertad (2000), que plasma la vida cotidiana de un trabajador rural, y Lucrecia Martel, con La ciénaga (2001), descarnado retrato de una familia burguesa en decadencia. Esta última fue elegida —con amplio margen de puntuación— la mejor película de la historia de su país en la Encuesta de Cine Argentino de 2022. Otros cineastas latinoamericanos de esta corriente son Claudia Llosa (Perú), Ciro Guerra (Colombia) y Paz Encina (Paraguay).

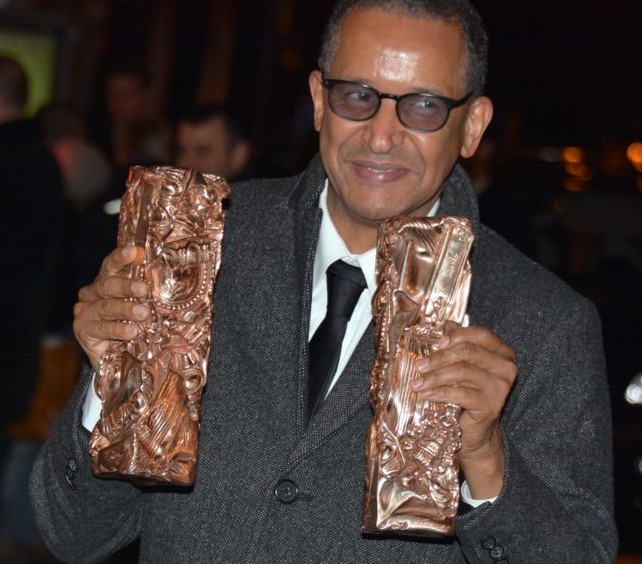
Abderrahmane Sissako, uno de los principales realizadores del cine maliense, recibiendo dos Premios César en 2015.

El cine africano —pese a sus dificultades de producción y distribución— cuenta con representantes de notable prestigio como Abderrahmane Sissako, en Mali, o Tariq Teguia, en Argelia, así como autores jóvenes como Oliver Hermanus (Sudáfrica) o Emmanuel Wanyonyi (Kenia). Por el contrario, la escasez de estudios académicos al respecto sugiere que Oceanía ha ofrecido pocas muestras de esta corriente cinematográfica: dejando al margen el clásico Picnic en Hanging Rock (1975) de Peter Weir, cuya narración elíptica y atmósfera telúrica podrían justificar su adscripción a las películas precursoras de la tendencia, hay excepciones dentro del cine australiano reciente como Hard Yakka (2017) de Bryce Reimann, que presenta semejanzas formales con el cine de Pedro Costa y Lav Díaz, el documental meditativo In the Land of Wolves (2018) de Grace McKenzie y The Plains (2022) de David Easteal, narrada mediante planos secuencia en el interior de un coche.

## Controversias
En enero de 2010 la prestigiosa revista Sight & Sound, publicada mensualmente por el British Film Institute, mostró los resultados de una encuesta entre los críticos de cine para elegir las «30 mejores películas» de la década de los 2000. En la lista tuvo una amplia presencia el cine contemplativo, con títulos como Platform (Jia Zhangke, 2000), Armonías de Werckmeister (Béla Tarr, 2000), El arca rusa (Aleksandr Sokúrov, 2002), Uzak (Nuri Bilge Ceylan, 2003), La niña santa (Lucrecia Martel, 2004), Tropical Malady (Apichatpong Weerasethakul, 2004), Batalla en el cielo (Carlos Reygadas, 2005), Juventud en marcha (Pedro Costa, 2006) o 35 Shots of Rum (Claire Denis, 2008).

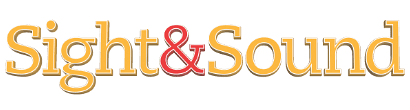
Logo de la revista británica Sight & Sound en la época de la primera gran polémica sobre el slow cinema (2010).

En respuesta, algunos colaboradores de la propia Sight & Sound empezaron a manifestar hartazgo ante el supuesto predominio de este «cine lento» en la valoración de la crítica; concretamente, Nick James y Jonathan Romney. Este último, en su artículo «In search of lost time» (febrero de 2010), recapituló que

en números recientes de esta revista, Nick James ha opinado con escepticismo sobre la reverencia otorgada a este tipo de cine y sobre la suposición, común en el circuito de festivales, de que la cinefilia es sinónimo de compromiso con él. Ciertamente, apostar por el cine austero puede permitir a los críticos hacer alarde de su seriedad estética y moral. Pero también es comprensible por qué los críticos (incluido yo mismo) se apoderaron con entusiasmo de tales películas. En parte, se debe a que los códigos del cine comercial se han anquilosado, ofreciendo mucho menos campo para el placer interpretativo que, digamos, en la década de 1980 y principios de la de 1990.

En abril, el propio James expuso su postura en el editorial de la revista, titulado «Passive Aggressive». Coincide con Romney al reducir el valor a esta tendencia a una mera reacción (ya carente de novedad) al cine de consumo masivo y considera que «la variedad más reciente de películas lentas» trae consigo

una amenaza implícita: admite que estás aburrido y que eres un filisteo. Tales películas son pasivo-agresivas en el sentido de que exigen grandes franjas de nuestro precioso tiempo para lograr efectos estéticos y políticos bastante fugaces y escasos: a veces vale la pena, a veces no. El cine lento ha sido la clara alternativa a Hollywood durante algún tiempo, pero a partir de ahora, con Hollywood en crisis, me dedicaré a buscar formas más activas de rebelión.

Este escrito de Nick James obtuvo el 12 de mayo una beligerante respuesta por parte de Harry Tuttle, responsable del blog Unspoken Cinema, uno de los máximos referentes en la difusión y análisis del cine contemplativo contemporáneo en Internet. Tuttle acusó a James de caer en la «inclinación anti-intelectual y pro-entretenimiento que plaga la cultura cinematográfica actual» (indigna, a su juicio, de una publicación tan relevante históricamente), de resucitar debates que llevaban décadas superados y de reconocerse incapaz de realizar el trabajo que se presupone a un crítico de cine. El mismo día, el filósofo y profesor de cine en la Universidad Estatal Wayne de Detroit Steven Shaviro reaccionó en su web personal a esta publicación, situándose de parte de James: aunque reconoció la calidad de muchas de las películas de esta tendencia, las consideró carentes de la originalidad desafiante de sus precursores (Antonioni, Tarkovsky, Jancsó o Akerman) y afirmó que su estilo se había convertido en un «cliché nostálgico» y manierista, ajeno a las transformaciones socioeconómicas de su tiempo.
La polémica continuó durante meses con otras réplicas por parte de Tuttle y James (que escribió un segundo editorial, más mesurado en su tono, sobre el tema), así como numerosas cartas de los lectores de Sight & Sound y nuevas intervenciones de críticos británicos que añadieron matices a favor o en contra de ambas posturas.

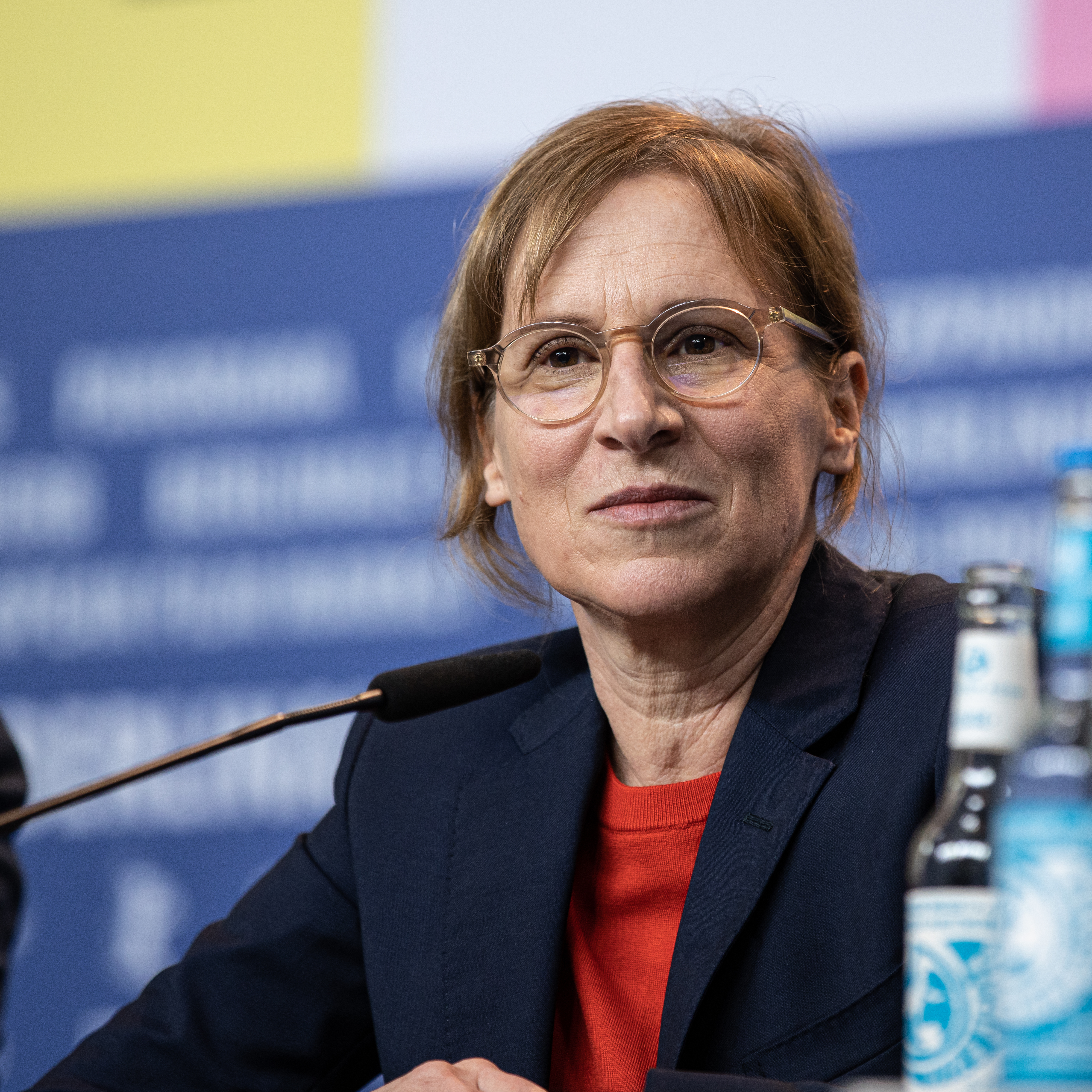
La realizadora estadounidense Kelly Reichardt, creadora de westerns contemplativos como Meek´s Cutoff (2011) o First Cow (2019).

En mayo de 2011 un artículo de Dan Kois en The New York Times expandió la controversia a la cultura estadounidense. En él, el periodista admitía sentirse culpable de un «visionado aspiracional» que le llevaba a ver ciertas películas porque sentía que eso le convertiría en un mejor espectador. Mencionó como ejemplo reciente Meek's Cutoff (Kelly Reichardt, 2011) y, aunque terminó elogiando la cinta, su dificultad le resultó tan agotadora que desde entonces tuvo «menos interés en comer mis verduras culturales, por más buenas que sean». El carácter humorístico del texto, más cercano a un reconocimiento de limitación cultural que a un manifiesto contra este tipo de cine, dio lugar a equívocos y recibió al cabo de un mes una enconada respuesta por parte de los críticos Manohla Dargis y A. O. Scott en las páginas de la misma publicación, en la que acusaron a Kois de ser un «alegre conformista» que prefería la «comida basura» cinematográfica. El debate en este caso se centró en el tema del aburrimiento y el poder de la industria cultural para simular su anulación mediante la publicidad y otras estrategias. En palabras de Dargis:

Pensar es aburrido, por supuesto (todo ese silencio), razón por la cual tantas películas creadas industrialmente trabajan tan duro para entretenerte. Si estás entretenido, o esa parece ser la lógica, no tendrás el tiempo ni el espacio mental para pensar en lo horrible, estúpida y previsible que te parece la película, y lo mal escrita, mal dirigida y perezosamente interpretada que está. Y así, las imágenes siguen zumbando, los sonidos siguen resonando y los actores siguen gritando como para asegurarte que sí, que el dinero que gastaste en la entrada valió la pena todo este clamor, un estruendo que comenzó meses, años, antes, cuando las empresas de entretenimiento activaron la máquina de relaciones públicas, y los medios de entretenimiento intervinieron para vender el rumor hasta que resonó en tus oídos.

Otros temas abordados durante esta breve e intensa polémica en los medios de Estados Unidos fueron la zona de confort del espectador, los lapsos de atención deteriorados a causa de las nuevas tecnologías de la información y la visibilidad del cine artístico en el mercado audiovisual.

La obra de culto de Chantal Akerman, que explora durante tres horas y media la inquietante psicología de una ama de casa a través de sus actos cotidianos.

Sight & Sound volvió a ser origen de controversia en relación con el cine contemplativo a finales de 2022. En la encuesta que la revista realiza cada diez años para elegir «las 100 mejores películas de la historia», la cinta de 1975 Jeanne Dielman, 23, quai du Commerce, 1080 Bruxelles de Chantal Akerman —un indiscutible precedente de esta tendencia cinematográfica— obtuvo contra todo pronóstico el primer puesto, desbancando a El ladrón de bicicletas, Ciudadano Kane y Vértigo, las vencedoras de las siete anteriores ediciones. La lista, que se obtuvo con los votos de 1639 directores, críticos y miembros de la industria, supuso un cambio de paradigma tan rotundo que suscitó un debate internacional en las redes sociales y la prensa especializada. Según Laura Mulvay, esta reivindicación del largometraje de Akerman no solo implica «un triunfo para el cine femenino», sino que «la mayor disposición de los críticos a ver películas difíciles refleja una aceptación más amplia del slow cinema». Aunque gran parte de la polémica se orientó a la ausencia de algunos importantes directores clásicos y a la sospecha de ser una concesión a la denominada «cultura woke», también se discutió ampliamente el tema de la ruptura entre el cine de autor y el gran público.

## Psicología de su recepción

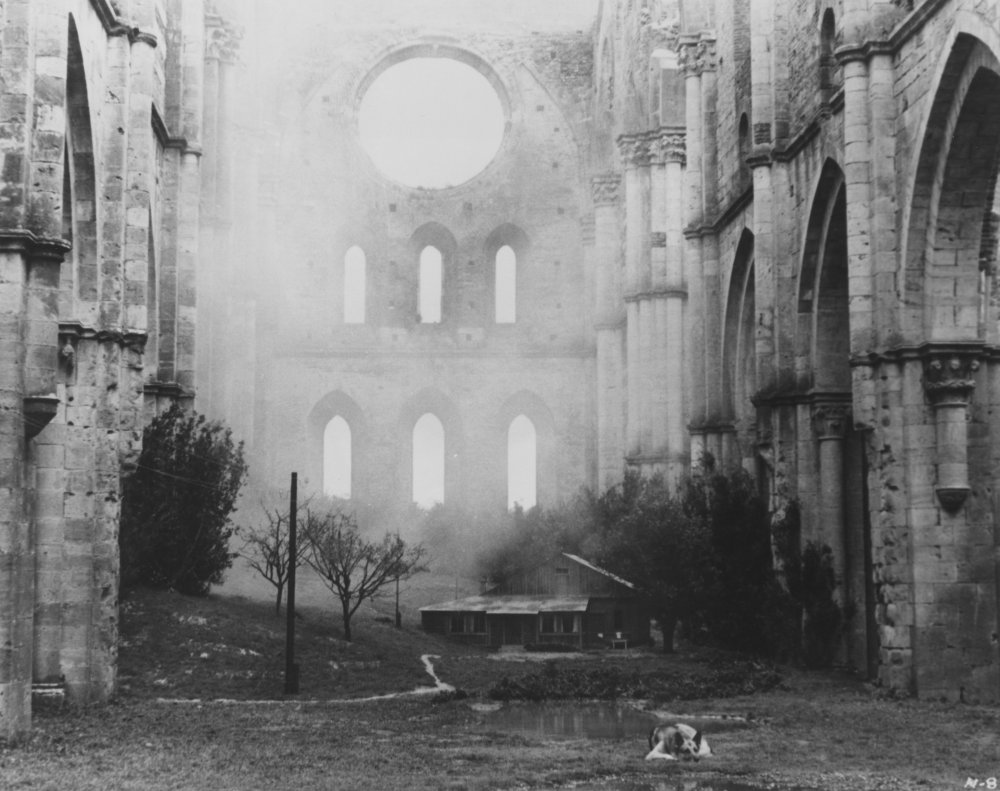
Un fotograma de Nostalgia (1983), de Andréi Tarkovski.

El investigador de la Universidad de Groninga Jakob Boer ha analizado las diferentes formas en que se reacciona ante el cine lento o contemplativo. Según su hipótesis, la valoración del grado de lentitud de una película depende del horizonte de expectativas previas del espectador y su nivel de conocimiento de los rasgos de estilo de esta tendencia: «una película lenta solo es lenta en comparación con la norma de un ritmo más rápido al que uno se ha acostumbrado».
La asimilación del ritmo cinematográfico varía según estos factores, y la demora narrativa puede ser experimentada como una inmersión hipnótica y disfrutable en el flujo del tiempo a través de la pantalla o, por el contrario, como una vivencia insoportablemente tediosa. La reacción más habitual de este segundo espectador sería culpar al primero de caer en la trampa del «traje nuevo del emperador»: es decir, someter al filme a una sobreinterpretación para encontrar algo que no está presente en él. Boer plantea, parafraseando a la filósofa Simone Weil, que el cine contemplativo funciona como una otredad incómoda cuya «irreductible diferencia temporal» se despliega como un «espacio mental de reflexión».
Por su parte, el cineasta y teórico Paul Schrader argumentó que en las mejores obras de esta corriente el aburrimiento se utiliza como «una herramienta estética», siendo transformado en una experiencia «mesmerizante» al combinar con meticuloso cálculo la quietud y los eventos en la pantalla. De este modo se causaría en el público la expectativa de «una recompensa a la vuelta de la esquina» y se le permitiría la libertad subjetiva de «crear significado» en lo que aparentemente carece de sentido. Schrader considera asimismo que el acto de acudir al cine posee un factor de comunión religiosa, que implica un pacto entre el espectador y la película: «he venido aquí por mi propia voluntad y acepto las reglas».
El crítico Nadin Mai ha reflexionado también sobre el efecto del lugar de visualización en la recepción de este tipo de largometrajes. Su conclusión, por el contrario, es que sería más adecuado verlos en el entorno de un museo de arte contemporáneo, ya que los espectadores del cine están habituados a las narrativas vertiginosas y las estrategias emotivas de las películas mainstream de Hollywood y ello dificultaría que alcancen el grado de implicación que necesita el cine contemplativo, mientras que los visitantes de exposiciones se hallan por el contrario predispuestos a interpretar activamente las imágenes. Horacio Muñoz, en respuesta, contraargumenta que «seguir concibiendo el espacio museístico como el lugar de recogimiento aurático y experiencias temporales profundas, como una especie de dimensión física separada de la realidad, denota una mezcla de ingenuidad y nostalgia, porque el espacio del museo está hoy completamente dentro del territorio de la industria cultural y el entretenimiento».

## Cine de género

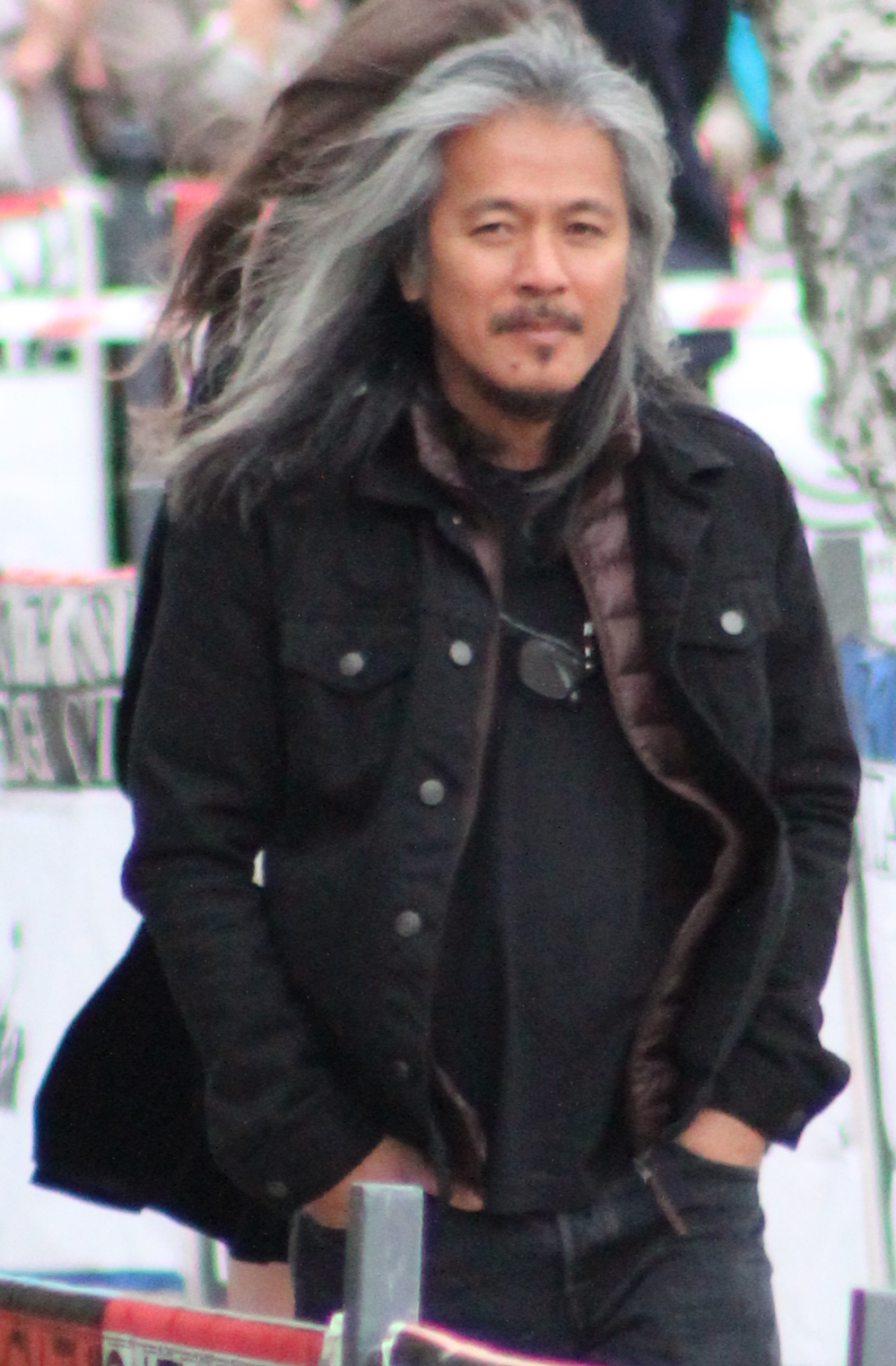
El cineasta filipino Lav Díaz fusiona distintos géneros cinematográficos sin perder su enfoque contemplativo.

Dado que el cine contemplativo no es un género en sí mismo, sino un modo de representación fílmica muy singular, sus técnicas han sido aplicadas a diferentes géneros cinematográficos.
Si bien los procedimientos formales de este tipo de cine favorecen que sus largometrajes suelan encasillarse como dramas, no es infrecuente que haya películas de otros géneros rodadas desde una estética contemplativa, o que los directores de cine lento —especialmente los orientales— experimenten con las clasificaciones genéricas. Es el caso de Lav Díaz, que con el filme Season of the Devil (2018) fusiona el cine de época, el terror y el musical, o que introduce dos horas de cine bélico al final de su drama psicológico de 450 minutos Melancholia (2008). Por su parte, Apichatpong Weerasethakul es conocido por desintegrar los límites entre el costumbrismo y el cine fantástico en obras como Tropical Malady (2004) o El tío Boonmee que recuerda sus vidas pasadas (2010).
Dejando al margen obras anteriores a los años 1990, algunos ejemplos de géneros que han sido abordados desde una estética contemplativa (o con notables rasgos de la misma) serían:
- La ciencia ficción, con películas como Beyond the Black Rainbow (Panos Cosmatos, 2010), Under the Skin (Jonathan Glazer, 2013) o Evolución (Lucile Hadžihalilovic, 2015).[102][103][104]
- El documental, con En sus brazos (Naomi Kawase, 1992), Crude Oil (Wang Bing, 2008) o Over Your Cities Grass Will Grow (Sophie Fiennes, 2011)[105][106][22]

- El thriller, con Cure (Kiyoshi Kurosawa, 1997), L’humanité (Bruno Dumont, 1999) o Black Coal, Thin Ice (Diao Yinan, 2014).[107][108][109]
- El cine fantástico, con Kairo (Kiyoshi Kurosawa, 2001), A Ghost Story (David Lowery, 2017) o La región salvaje (Amat Escalante, 2016)[110][111][112]
- El cine histórico, con Moloch (Alexsandr Sokurov, 1999), La muerte de Luis XIV (Albert Serra, 2016) o Zama (Lucrecia Martel, 2017).[113][114][115]
- La comedia, con Contraté a un asesino a sueldo (Aki Kaurismäki, 1990), The Hole (Tsai Ming-Liang, 1998) o Canciones del segundo piso (Roy Andersson, 2000).[116][117][118]
- El western, con Dead Man (Jim Jarmusch, 1995), Meek’s Cutoff (Kelly Reichardt, 2010) o Mimosas (Óliver Laxe, 2016).[119][120][121]

## Cine de animación

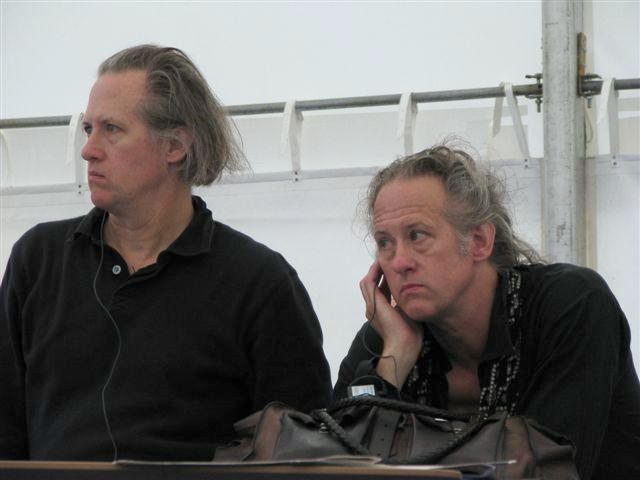
Stephen y Timothy Quay, creadores de una amplia filmografía de animación stop-motion con elementos contemplativos.

En el cine de animación también es posible encontrar ejemplos de una estética contemplativa: narraciones carentes de arcos argumentales convencionales, desdramatización, dilatación temporal y ausencia o escasez de diálogos son las características que más resaltan en estas películas. Erizo en la niebla (1975) del realizador ruso Yuri Norstein es un ejemplo pionero de esta tendencia. En este caso, al igual que en Chronopolis (1983) de Piotr Kamler y algunas cintas de los hermanos Quay, se despliegan recursos que han sido relacionados con la obra y la teoría cinematográfica de Andréi Tarkovski.
La influencia de este director es también palpable en El huevo del ángel (1985) de Mamoru Oshii, una de las películas más explícitamente contemplativas del cine de animación, conteniendo homenajes visuales a Solaris (1972), tiempos muertos y una trama elíptica que alude al mito del arca de Noé.
Entre los largometrajes del siglo XXI cercanos a esta tendencia destacan Les Triplettes de Belleville (2003) de Sylvain Chomet, La tortuga roja (2016) de Michaël Dudok de Wit, y Mátalo y abandona esta ciudad (2020) de Mariusz Wilczynski.

## Televisión

Logo de Serial Experiments Lain (1998), uno de los animes más vanguardistas a nivel de introspección psicológica y ritmo narrativo.

Si nos ceñimos a las características descritas en las obras cinematográficas, las posibilidades del tempo lento y la estética contemplativa han sido por lo general poco exploradas en televisión. Excepciones notables son Twin Peaks: The Return (Mark Frost y David Lynch, 2017), cuyo «suspense atmosférico» está lleno de «pausas, desvíos, duplicaciones, repeticiones y bifurcaciones internas de sus extraños mundos ficticios», y las dos series que Nicolas Winding Refn ha dirigido: Too Old to Die Young (2019, en colaboración con Ed Brubaker) y Copenhagen Cowboy (2022). En ambas el director danés lleva al extremo el discurso estético habitual en sus películas, aprovechando la dilatación temporal que permite el medio televisivo a la vez que lo subvierte mediante un arsenal de recursos estrictamente contemplativos.
En el campo del anime destacan producciones como Serial Experiments Lain (Ryūtarō Nakamura, 1998) y Texhnolyze (Hiroshi Hamasaki, 2003), dos series de estética ciberpunk que se caracterizan por utilizar un ritmo pausado y ominoso, complejas elipsis narrativas, tiempos muertos y una ambigüedad psicológica lograda mediante un diseño de personajes que tiende a la inexpresividad. Asimismo, dentro del género slice of life con elementos fantásticos tanto Mushishi (Hiroshi Nagahama, 2005-2006) como Haibane Renmei (Tomokazu Tokoro, 2002) presentan, entre otros rasgos, una narración inusualmente sosegada.

## Películas notables

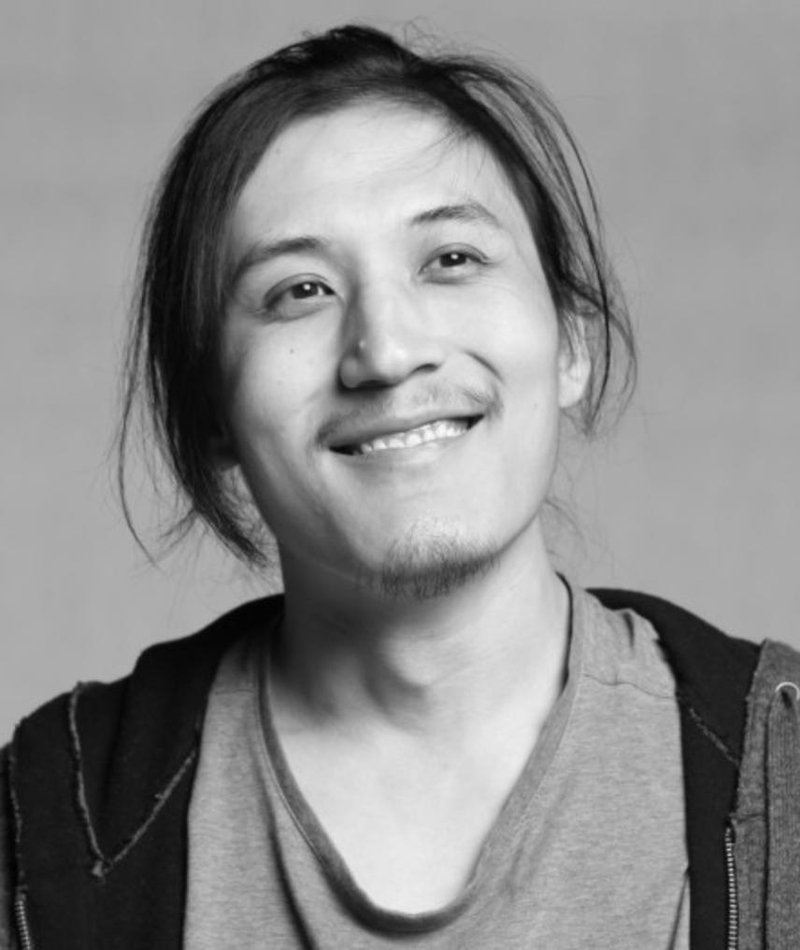
El malogrado cineasta Hu Bo, director de An Elephant Sitting Still (2018), una de las películas chinas más aclamadas por la crítica internacional.

A continuación se muestra una selección de películas relevantes del cine contemplativo. Siguiendo el punto de vista de Tuttle de que dicha corriente es internacional y contemporánea —salvo puntuales excepciones—, se ha tomado la década de 1990 como punto de partida y se ha escogido un largometraje por año. Los filmes, cuya nacionalidad ha sido consignada por la de sus directores, se han seleccionado en función de su éxito entre la crítica especializada y su difusión internacional en festivales. La lista de premios y distinciones no pretende ser exhaustiva, sino servir de ejemplo de la repercusión de estas obras. 
| Título y año de estreno                                                 | Director                    | País           | Distinciones                                                                                    |
| ----------------------------------------------------------------------- | --------------------------- | -------------- | ----------------------------------------------------------------------------------------------- |
| La chica de la fábrica de cerillas (1990)                               | Aki Kaurismäki              | Finlandia      | Nominada a la mejor película en los Premios del Cine Europeo.                                   |
| Un día de verano (1991)                                                 | Edward Yang                 | Taiwán         | Mejor película en el Asia-Pacific Film Festival.                                                |
| El sol del membrillo (1992)                                             | Víctor Erice                | España         | Premio Especial del Jurado en el Festival de Cannes.                                            |
| El maestro de marionetas (1993)                                         | Hou Hsiao-hsien             | Taiwán         | Premio Especial del Jurado del Festival de Cannes.                                              |
| Sátántangó (1994)                                                       | Béla Tarr                   | Hungría        | Premio Caligari a la innovación cinematográfica en el Festival Internacional de Cine de Berlín. |
| La mirada de Ulises (1995)                                              | Theo Angelopoulos           | Grecia         | Gran Premio del Jurado del Festival de Cannes.                                                  |
| Nénette et Boni (1996)                                                  | Claire Denis                | Francia        | Leopardo de Oro a la mejor película en el Festival Internacional de Cine de Locarno.            |
| El sabor de las cerezas (1997)                                          | Abbas Kiarostami            | Irán           | Palma de Oro en el Festival de Cannes.                                                          |
| Flores de Shanghai (1998)                                               | Hou Hsiao-hsien             | Taiwán         | Nominada a la Palma de Oro del Festival de Cannes.                                              |
| Rosetta (1999)                                                          | Jean-Pierre y Luc Dardenne  | Bélgica        | Palma de Oro en el Festival de Cannes.                                                          |
| Platform (2000)                                                         | Jia Zhangke                 | China          | Premio a la mejor película en el BAFICI.                                                        |
| La ciénaga (2001)                                                       | Lucrecia Martel             | Argentina      | Oso de Oro en el Festival Internacional de Cine de Berlín.                                      |
| Blissfully Yours (2002)                                                 | Apichatpong Weerasethakul   | Tailandia      | Premio Un Certain Regard del Festival de Cannes.                                                |
| El regreso (2003)                                                       | Andréi Zvyagintsev          | Rusia          | León de Oro en el Festival Internacional de Cine de Venecia.                                    |
| Evolution of a Philipino Family (2004)                                  | Lav Díaz                    | Filipinas      | Premio Gawad Urian a la mejor película.                                                         |
| Fallen (2005)                                                           | Fred Kelemen                | Alemania       | Premio FIPRESCI en el Festival de Cine Europeo de Lecce.                                        |
| Hamaca paraguaya (2006)                                                 | Paz Encina                  | Paraguay       | Premio FIPRESCI en el Festival de Cannes.                                                       |
| El bosque del luto (2007)                                               | Naomi Kawase                | Japón          | Gran Premio del Jurado del Festival de Cannes.                                                  |
| Tres monos (2008)                                                       | Nuri Bilge Ceylan           | Turquía        | Premio al Mejor Director en el Festival de Cannes.                                              |
| Policía, adjetivo (2009)                                                | Corneliu Porumboiu          | Rumanía        | Premio Un Certain Regard del Festival de Cannes.                                                |
| Le quattro volte (2010)                                                 | Michelangelo Frammartino    | Italia         | Premio Label Europa Cinema en la Quincena de Realizadores del Festival de Cannes.               |
| El caballo de Turín (2011)                                              | Béla Tarr y Ágnes Hranitzky | Hungría        | Gran Premio del Jurado del Festival Internacional de Berlín.                                    |
| Post Tenebras Lux (2012)                                                | Carlos Reygadas             | México         | Premio a la Mejor Dirección en el Festival de Cannes.                                           |
| Stray Dogs (2013)                                                       | Tsai Ming-liang             | Malasia        | León de Plata - Gran Premio del Jurado en el Festival de Venecia.                               |
| Una paloma se posó en una rama a reflexionar sobre la existencia (2014) | Roy Andersson               | Suecia         | León de Oro a la Mejor Película en el Festival de Venecia.                                      |
| The Whispering Star (2015)                                              | Sion Sono                   | Japón          | Premio NETPAC del Festival Internacional de Cine de Toronto.                                    |
| La región salvaje (2016)                                                | Amat Escalante              | México         | León de Plata a la Mejor Dirección en el Festival de Venecia.                                   |
| Mrs. Fang (2017)                                                        | Wang Bing                   | China          | Leopardo de Oro en el Festival de Locarno.                                                      |
| An Elephant Sitting Still (2018)                                        | Hu Bo                       | China          | Premio FIPRESCI del Festival de Berlín.                                                         |
| Vitalina Varela (2019)                                                  | Pedro Costa                 | Portugal       | Leopardo de Oro en el Festival de Locarno.                                                      |
| City Hall (2020)                                                        | Frederick Wiseman           | Estados Unidos | Mejor película de 2020 según los críticos de Cahiers du Cinéma.                                 |
| Memoria (2021)                                                          | Apichatpong Weerasethakul   | Tailandia      | Premio del Jurado en el Festival de Cannes.                                                     |
| Pacifiction (2022)                                                      | Albert Serra                | España         | Mejor película de 2022 según los críticos de Cahiers du Cinéma.                                 |
| Eureka (2023)                                                           | Lisandro Alonso             | Argentina      | Premio Especial del Jurado en el Festival de Cine de Lima.                                      |
| Black Dog (2024)                                                        | Guan Hu                     | China          | Premio Un Certain Regard del Festival de Cannes.                                                |